# Panicum nephelophilum
Panicum nephelophilum là một loài thực vật có hoa trong họ Hòa thảo. Loài này được Gaudich. mô tả khoa học đầu tiên năm 1829.